# Heiligenhaus (Dorweiler)

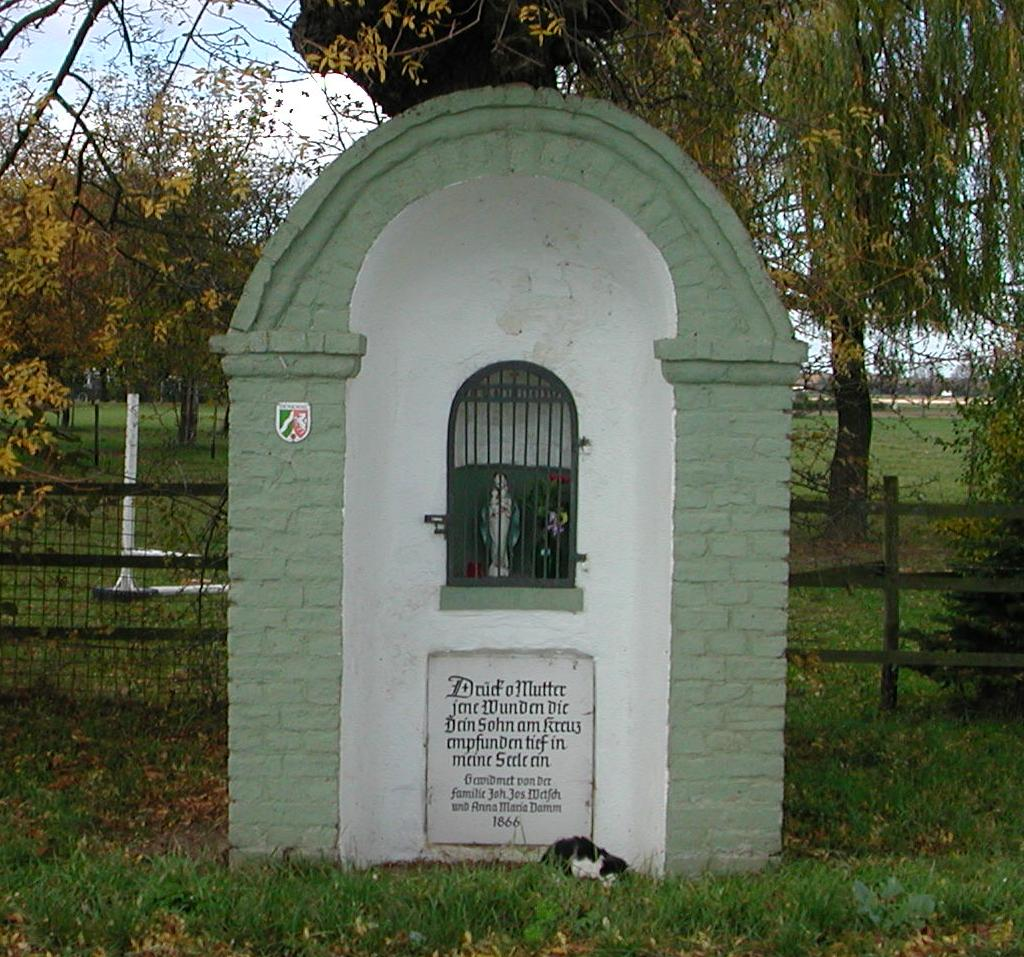
Das Heiligenhaus

Das denkmalgeschützte Heiligenhaus steht am östlichen Ortsrand von Dorweiler in der Gemeinde Nörvenich im Kreis Düren, Nordrhein-Westfalen.
Am Ortseingang von Pingsheim her, steht in der Lehrer-Geßner-Straße ein Heiligenhäuschen, das nach dem Krieg von 1866 aus Dankbarkeit für die glückliche Heimkehr eines Sohnes der Familie Wetsch aus dem Krieg errichtet und der Muttergottes geweiht wurde. Die ursprünglich darin aufgestellte Marienfigur ist seit langer Zeit verschwunden.
Sie musste schon mehrmals erneuert werden. Unter der Heiligennische ist eine Beschriftung angebracht worden, die lautet:
Drück o Mutter

jene Wunden die

dein Sohn am

Kreuz empfunden

tief in meine Seele ein

Gewidmet von der

Familie Wetsch

1866

Das Heiligenhaus wurde am 8. März 1985 in die Denkmalliste der Gemeinde Nörvenich unter Nr. 8 eingetragen.
Koordinaten: 50° 47′ 35,3″ N, 6° 40′ 41,6″ O